# Bérenger (évêque de Verdun)
Pour les articles homonymes, voir Bérenger.
Bérenger (en latin : Berengerus), mort un 12 août après 985, est évêque de Verdun de 940 à 959 ou 962.

## Biographie
Issu de la noblesse saxonne, Bérenger fait partie de la famille de l'empereur Otton Ier. Celui-ci le nomme évêque de Verdun, et il est consacré en 940 par Artaud de Reims, l'archevêque de Reims. La même année, Henri Ier de Bavière, le frère de Bérenger, est nommé duc de Bavière par l'empereur Otton.
Bérenger participe au synode de Verdun en 947, puis à celui d'Ingelheim l'année suivante. En 952, il fonde l'abbaye bénédictine Saint-Vanne de Verdun, dont il fait attester les droits par l'empereur Otton dans la même année puis par le pape Jean XII quatre ans plus tard. Entre 959 et 962, il cède sa fonction d'évêque à Wigfrid de Verdun. Toutefois, il est mentionné comme évêque dans un document du pape Jean XIII, daté de 971 et rédigé pour l'abbaye Saint-Vanne de Verdun.
Bérenger meurt un 12 août.

## Source
- (de) Cet article est partiellement ou en totalité issu de l’article de Wikipédia en allemand intitulé « Berengar (Verdun) » (voir la liste des auteurs).